# Rythmique grégorienne
Pour les articles homonymes, voir Rythme (homonymie) et Rythmique.
La rythmique grégorienne s'applique à tout le plain-chant, en particulier au chant grégorien.
Bien qu'apparaissant dans un contexte musical, cette rythmique s'apparente à la rythmique verbale : elle s'appuie sur des accents variés, et n'est pas mesurée. Ces traits l'opposent nettement au rythme musical classique. La bonne interprétation d'une phrase grégorienne est donc avant tout un art oratoire (de même que la déclamation d'une tirade n'est pas une question de solfège, mais de rythme verbal).
La question de la rythmique grégorienne a subi des évolutions radicales, entre l'interprétation rythmique du XVIIIe siècle, l'interprétation par rythmes binaires et ternaires des débuts de la restauration grégorienne, et les interprétations en rythme verbal qui découlent des études plus récentes.

## Rythmique verbale

### Accentuation et musicalité
Le rythme grégorien découle du rythme naturel d'une langue accentuée, le latin.
Suivant les langues, on peut rencontrer trois types d'accentuation:
- Un accent de durée (qui allonge la durée de la syllabe),
- Un accent d'intensité (en émettant la syllabe avec plus de force),
- Un accent de hauteur (en faisant varier le ton de la voix), que ce soit vers le haut (accent aigu) ou vers le bas (accent grave).
- En outre, l'attaque des mots ou des incises est souvent marquée par un bref accent d'intensité.

Ces types ne sont pas exclusifs les uns des autres, et « l'accent », pris absolument, accentue en même temps la force, la durée et la hauteur.

### Rythme du mot latin
Pour achever de bien percevoir ce rythme, qui n'est que l'ordonnancement du mouvement comme nous l'avions dit au départ, il faut aborder le rythme propre de la langue latine, langue qui est la "matière première" du chant grégorien. C'est bien ce texte latin que la mélodie cherche à mettre en valeur.
Le mot latin, comme dans toutes les langues méridionales, porte un accent tonique soit sur l'avant-dernière syllabe (pénultième), ce qui est toujours le cas pour les mots de deux syllabes, soit sur l'avant-avant-dernière syllabe (antépénultième). On parle dans le premier cas de spondée, dans le deuxième de dactyle. En tout état de cause, l'accent n'est jamais sur la finale d'un mot polysyllabique (il ne tombe sur une syllabe finale que dans le cas de monosyllabes accentuées en fin de phrase, comme dans le répons de communion de la Messe de Requiem : « quía píus és »). La prononciation d'un mot étant un mouvement vocal, la syllabe finale se trouve à la fin du mouvement, donc au repos du rythme oratoire. Ainsi, dans le rythme verbal, l'ictus se trouve sur la finale des mots latins. Attention toutefois : les finales latines sont douces et déposées légèrement. On voit ainsi que l'ictus n'est pas du tout synonyme d'intensité. L'accent latin est lui aigu, léger et bref, et de ce fait il a plutôt tendance à être naturellement à l'élan du rythme. C'est particulièrement vrai pour les spondées, dont l'accent précède immédiatement la finale (un posé du rythme est nécessairement précédé par un levé du rythme).
Toutefois, le rythme propre de la mélodie peut parfois prendre le pas sur le rythme verbal : il ne s'agit pas alors d'accentuer les finales ni d'oublier les accents, mais d'accepter que la musique puisse épanouir le mot d'une manière différente. En tout état de cause, un accent au posé ne doit pas être martelé, mais il aura un appui, certes plus ferme qu'un accent au levé, plus moelleux.
Pour résumer le repérage du rythme : les ictus (repos du rythme) se situent en priorité sur les notes longues, ensuite en début de neume, enfin de préférence sur les finales de mots (passages syllabiques) en évitant autant que possible les pénultièmes de dactyle (syllabes faibles) et les accents de mots au 2e temps d'un ternaire.

### Rythme verbal et musicalité
On rattache l'étymologie de « accent » au latin « ad cantus », c'est-à-dire « vers le chant », ce qui génère le chant naturel d'une langue « chantante ».
Dans la musique, cette relation entre les sons, qui fait qu'il y a une mélodie et pas une juxtaposition de notes, est perceptible de plusieurs manières : par la différence de hauteur mélodique (l'acuité), par la différence de durée, ou encore par la différence d'intensité. Ces trois critères peuvent être conjugués de multiples manières, ce qui produit toute une gamme de nuances dans la marche du rythme musical. Mais le rythme n'est lié en tant que tel à aucune de ces trois qualités : il consiste essentiellement en une relation entre un élan et un repos. Il n'est pas en lui-même une succession de "temps forts" et de "temps faibles". De manière naturelle, le rythme est soit binaire soit ternaire. Le rythme binaire est celui de la respiration diurne, celui de la marche. Le rythme ternaire celui de la danse.
Contrairement au rythme musical classique, qui tend à se placer dans une seule dimension (temps forts/faibles), l'accentuation rythmique grégorienne hérite trois dimensions de son origine verbale: elle peut se traduire par des écarts par rapport à la ligne mélodique, ou par des accents d'intensité ou de durée, et la mélodie peut jouer sur ces trois formes rythmiques de manière indépendante.
Ces types d'accent se retrouvent dans l'interprétation des neumes, des mots, et des diverses courbes mélodiques: généralement, l'initiale reçoit un accent d'attaque, le sommet mélodique constitue un accent de hauteur et reçoit généralement un accent d'intensité, et les finales reçoivent généralement un ralentissement homologue à un accent de durée.

## Approches historiques

### Notation mesurée

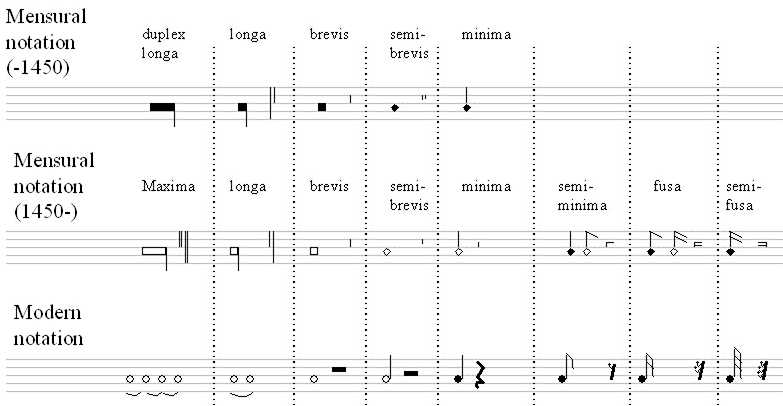
Notations mesurées primitives

L'interprétation mensuraliste repose sur une certaine réalité : au début de la notation musicale moderne, les signes neumatiques « carrés » (virga, punctum et punctum inclinatum) auraient été utilisés pour indiquer des différences de durée.
Cette idée a été reprise par des musicologues du XIXe siècle et du XXe siècle pour interpréter le répertoire grégorien en termes de transcription rythmique moderne : équivalence entre neumes et signes rythmiques, isochronisme des neumes, interprétation mesurée des phrases neumatiques...
Ces idées variées n'ont jamais dépassé le stade de l'exploration théorique.

### Le rythme musical libre ou "Méthode de Solesmes"

#### Ictus rythmique dans le rythme mélodique
Cette analyse a été formalisée par Dom André Mocquereau et Dom Joseph Gajard, maîtres de chœur de Solesmes de 1880 à 1914 et de 1914 à 1970 respectivement. Elle repose sur une théorie générale du rythme fondée sur l'observation des mouvements naturels : le rythme est l'ordonnancement du mouvement, il commence donc par s'élancer (arsis) avant de se terminer en se reposant (thesis), ce que tout un chacun peut constater dans la marche ou la danse : il faut d'abord lever le pied pour le faire avancer, avant de le reposer au sol. Cependant, ce mouvement peut se faire de manière légère (la danseuse étoile dont on devine à peine les délicats posés du pied sur le sol), ou appuyée (la marche militaire). Dans tous les cas, il y a dans un mouvement un commencement (élan) et une fin (touchement, posé, repos).
Par définition, les touchements (peu clair) du rythme (encore appelés "ictus") sont au repos du rythme. Or il est clair que les élans ont tendance à être plus brefs que les repos, et non l'inverse. Ainsi, les ictus seront trouvés en particulier au début des notes longues. Cela ne veut pas dire pour autant qu'il faille les marquer par une intensité de la voix. La mélodie étant en général composée de nombreuses notes, on s'aperçoit aisément qu'il y a dans son mouvement toute une succession d'élans et de repos, de toutes natures : des élans légers et des repos doux, des élans plus grands, des repos qui marquent un appui avant d'autres élans plus vigoureux, pour finir des repos plus paisibles, ou plus fermes. Ainsi, l'ictus qui est la conclusion d'un mouvement simple (on parle de rythme fondamental ou élémentaire) devient également le point de départ du mouvement élémentaire suivant. On peut ainsi définir le concept de "temps composé" comme un ensemble de temps simples à partir d'un ictus et jusqu'à l'ictus suivant, non inclus. L'ictus est ainsi appelé "1er temps", puisqu'il est au début d'un temps composé. Or, les neumes des mélodies grégoriennes présentent une analogie avec le temps composé, ce qui fait que le rythme musical placera volontiers les ictus au début des neumes. On a ainsi repéré essentiellement la marche du rythme musical grégorien.

#### La règle de l'ictus rythmique
Deux premiers temps ne pouvant se suivre immédiatement, la règle de l'ictus rythmique (premier temps) s'applique à :
1. toutes les notes marquées d'un épisème vertical,
2. toutes les notes longues : notes pointées, première note du pressus, note qui précède l'oriscus,
3. la première note de chaque neume, à moins qu'elle ne soit immédiatement précédée ou suivie d'un autre ictus rythmique,

Les exceptions sont :
- 1re exception : la deuxième note d'un salicus 1ère forme (ictus marqué),
- 2e exception : la note qui précède le quilisma (en raison de l'effet d'allongement),
- 3e exception : le punctum devant un neume désagrégé.

Dans les chants syllabiques, on place les ictus de deux en deux, en rétrogradant à partir du premier ictus certain déterminé par les règles précédentes, en observant toutefois les recommandations suivantes :
1. placer les ictus de préférence sur les syllabes finales des mots,
2. faire correspondre si possible l'accent d'un dactyle avec un ictus,
3. éviter qu'un accent se trouve au 2e temps d'un temps composé ternaire,
4. éviter de placer un ictus sur la syllabe pénultième d'un dactyle.

#### Ictus et comptage

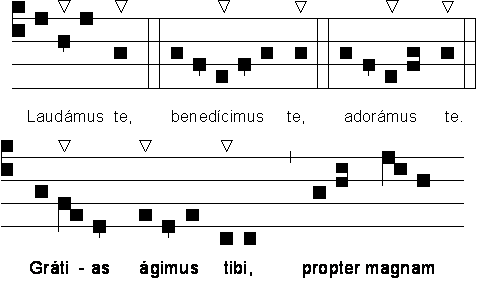
Extrait du "Gloria X" d'après le 800. Cet exemple montre à quel point les ictus (notés par des épisèmes verticaux) peuvent être à contretemps par rapport à l'accentuation normale de la phrase latine (triangles supérieurs).

L'approche par ictus et comptages, formellement exprimée par Dom André Mocquereau et propagée avec la réforme grégorienne de Solesmes au début du XXe siècle, repose sur deux idées « classiques » de l'analyse musicale, dogmes qui se révèlent faux dans le cas du plain-chant :
- Le rythme est une succession de temps forts et de temps faibles, d'arsis et de thesis;
- Il y a un temps fort tous les deux ou trois temps (les rythmes élémentaires sont binaires ou ternaires).

L'incohérence entre cette approche et la place de l'accent latin n'échappe pas à Dom Mocquereau, qui précise dans le « 800 » (p. xij) : « l'ictus est indépendant de l'accent tonique du mot, avec lequel il importe avant tout de ne pas le confondre [...] selon l'adage antique bien connu, la musique l'emporte sur la forme grammaticale des paroles: Musica non subjacet regulis Donati ». L'incohérence par rapport aux manuscrits est également manifeste, puisque « en dehors de l'épisème horizontal, aucun de ces différents signes n'existe comme tel dans les manuscrits, pas plus les barres de toute grandeur et les points que les épisèmes verticaux » (« 800 », p. xj). Il s'agit bien d'une approche purement a priori fondée sur la théorie musicale du XIXe siècle, prise implicitement comme une référence absolue.
Ce système purement formel conduit à attribuer des ictus à des notes de passage ou d'ornement, indépendamment du passage de la mélodie sur les cordes modales, ce qui ruine totalement l'effet modal de la mélodie.
Quand les repères rythmiques font défaut, la « règle de régression binaire » (qui consiste à mettre systématiquement un ictus deux temps avant le précédent) conduit à des absurdités, comme dans l'exemple ci-dessus, où la présence du podatus final (dont la première note porte par définition un ictus) impose un rythme du second vers à contretemps du premier.
Pour la critique moderne, l'alternance binaire/ternaire proposée par Dom Mocquereau ne repose sur aucun fondement sérieux. Cette idée ne résiste pas aux faits, ni à l'étude du répertoire grégorien. Effectivement, le rythme des syllabes, des neumes ou des éléments neumatiques fait normalement alterner des notes d'impulsion et des notes de relaxation, et on trouve le plus souvent un accent tous les deux ou trois temps. Cependant, les mots plus longs imposent un « saut en longueur », au-dessus d'un nombre plus important de syllabes.
La démonstration en est évidente dans le cas du style psalmodique, dominé par le style verbal, où toute référence mélodique ou neumatique est absente, et où les seuls signes rythmiques sont d'éventuels podatus d'accent. Dans des expressions latines comme « Dóminum de caélis », même le recours artificiel à des accents secondaires ne règle pas le problème : la théorie binaire/ternaire est fausse, et il peut y avoir plus que trois « temps simples » entre deux appuis rythmiques.
C'est la prise de conscience de l'unité du répertoire grégorien et de la continuité depuis le style psalmodique jusqu'au mélismatique qui a conduit progressivement à rejeter la validité de cette approche.

### Articulation neumatique
Le mécanisme de la coupure neumatique (terme proposé par Dom Cardine) ou de l'articulation neumatique (terme alternatif) est décrit dans l'Hymnaire de Solesmes (1988): « Aussi longtemps que les courbes mélodiques sont constituées de graphies liées ou égrenées (v.g. les successions de punctum), il n'y a pas de coupure. Au contraire, toute interruption dans une succession de signes ascendants ou descendants, exprime l'intention du notateur de mettre en valeur la note après laquelle il coupe. Si la coupure se fait après la note culminante, elle est particulièrement importante; tandis qu'après la note la plus grave des courbes, elle n'a par elle-même aucune valeur expressive. Le progrès réalisé par la connaissance du phénomène de la coupure  neumatique permet désormais d'économiser les signes employés jusqu'ici pour en traduire les effets ».
Cette règle figurait déjà en filigrane dans les indications données au début du XXe siècle par Solesmes (cf. « 800 » p. xij) : l'ictus affecte la première note de chaque groupe. La nouveauté consiste à avoir débarrassé cette règle des autres règles qui l'encombraient depuis dom Mocquereau, sur les épisèmes verticaux, les notes pointées, les pressus et le quilisma.
L'articulation neumatique n'est finalement qu'une manière de dire qu'un neume commence par une attaque, qui met en valeur la note correspondante; mais cette attaque n'est par elle-même ni un accent d'intensité, ni un accent de durée.

## Interprétation rythmique grégorienne

### Legato rythmique
Les impulsions rythmiques ne sont pas posées à intervalle de temps réguliers; il ne faut pas, par exemple, interpréter un rythme ternaire comme un triolet. Les points d'appui en rythme grégorien sont irréguliers et souples.
L'image à retenir ici n'est pas celle du rythme régulier et isochrone du marcheur, comme dans la musique classique, mais la progression d'un félin progressant par bonds entre des points d'appui erratiques: blocs rocheux et branches d'arbre. Les points d'appui étant ce qu'ils sont, s'il y a plus de notes à parcourir pour aller d'un point d'appui à l'autre, le rythme de base élan / réception prendra plus de temps. Et en même temps, sur ces longs intervalles, l'impulsion initiale devra être plus énergique, ce qui conduira à passer chaque note individuelle plus rapidement.
C'est cet équilibre permanent qui doit conduire à un « legato rythmique » dynamique : une continuité perceptible du mouvement rythmique d'ensemble, s'appuyant à la fois sur les accents du texte ou de la mélodie, et sur la variation de vitesse qui permet de franchir ces irrégularités de manière harmonieuse.

### Vitesse variable des notes élémentaires
Cette approche du rythme se retrouve tout à fait dans les mélodies grégoriennes, qui précisément ne sont pas mesurées, mais suivent la libre inspiration du compositeur. De même que dans le phrasé, toutes les syllabes ont à peu près la même longueur (sauf en latin classique), dans la mélodie grégorienne, toutes les notes ont à peu près la même durée (le temps premier indivisible, auquel on ne cherchera cependant pas à donner une précision métrique). Cette mélodie a par nature un rythme propre, puisqu'il y a un mouvement musical. Comment percevoir avec précision ce rythme, afin de pouvoir chanter ensemble d’une seule voix ?
Les indications sur le grégorien précisent classiquement « par elles-mêmes, toutes les notes grégoriennes, quelle que soit leur forme, qu'elles soient isolées ou groupées en neumes, valent un temps: le temps premier ou temps simple, indivisible, que l'on peut traduire en notation moderne par une croche » (800-p. viii).
Pour compléter cette remarque, il faut préciser : de même que dans le rythme oratoire, ce temps premier n'est pas fixe, mais élastique et variable.
La durée de base du chant est celle qui permet l'articulation correcte de chaque syllabe dans une diction claire et fluide. Elle varie un peu en fonction de la difficulté d'articulation du mot. L'articulation de « da nobis hodie » est ainsi plus légère (rapide) que celle de « non confundentur ».
À titre indicatif, une durée de base de l'ordre de 120 à 180 battements à la minute est généralement correcte. Cette durée de base est celle d'une note isolée. Dans le cas de neumes composés, chaque note du neume est exécutée avec cette valeur de base, étant entendu que cette valeur est alors allégée par l'absence de toute articulation syllabique.

### Expressivité rythmique
Les variations de vitesse dans l'exécution des notes grégoriennes ne sont pas quantitatives: contrairement au solfège classique, les notes élémentaires ne sont jamais « doublées » ou « en triolet » (sous-entendu: par rapport à une pulsion rythmique isochrone). Ces variations sont qualitatives : notes « allongées », ou recevant un accent de durée, note « pleine » ou « légère ». Ce que signifient ces variations quantitative dépend de l'expressivité de l'interprétation: une interprétation sobre sur des pièces syllabiques ou récitatives ne conduira qu'à des nuances ; au contraire, les passages ornés peuvent demander plus d'expressivité, donc plus de variations.
Dans les passages mélismatiques, un tempo allant jusqu'à 240 peut être correct, étant entendu que les passages neumatiques ou psalmodiques de la même pièce demandent un rythme nécessairement plus lent.

## Rythme grégorien

### Hiérarchisation des rythmes
Le rythme verbal est d'autant plus sensible et évident qu'on se rapproche de la déclamation.
- Dans la déclamation liturgique, l'accent est à peu près équilibré entre force, hauteur et durée (voir l'article Latin ecclésiastique). L'accent d'un mot n'est pas absolu, mais se subordonne à sa place dans l'incise. L'équilibre rythmique vient de l'harmonie entre le rythme interne des mots et leur insertion dans les incises et phrases d'ensemble.
- Dans le style psalmodique, le recto tono interdit un accent de hauteur. En revanche, le rythme verbal doit se traduire par des attaques et accents d'intensité et de durée normaux. Dans des récitatifs plus ornés, l'accent peut être mis en relief par des variations de hauteur (typiquement un podatus d'accent), faisant la transition avec le style syllabique.
- Dans le style syllabique, l'accent du mot latin est rendu par la mélodie elle-même sous forme d'un accent de hauteur (auquel on peut donner un peu d'intensité). Le rythme verbal continue à se traduire par des attaques et accents d'intensité et de durée normaux.
- Il faut faire une exception pour les hymnes, syllabiques, mais dont la mélodie supporte de nombreux couplets. Pour ces pièces, il est normal que la mélodie soit indépendante du texte. Le texte continue à imposer ses accents (d'intensité) et ses attaques (incises et distinction verbale).
- Dans le style neumatique, le mot latin commence à être désarticulé. Chaque syllabe du texte peut recevoir une structure interne complexe, y compris d'accentuation propre (attaque, accentuation mélodique en hauteur, accent d'intensité, notes brèves ou pleines...). Mais de même que l'accent du mot reste subordonné à sa place dans l'incise, l'accent d'un groupe neumatique s'interprète de manière à mettre en relief l'accent principal du mot dont il dépend.
- Dans les mélismes, la mélodie reçoit sa propre accentuation, dans laquelle les accents d'intensité et de durée peuvent être dissociés. De même que le neume doit être traité comme un mot dans la hiérarchisation des rythmes, un mélisme correspond rythmiquement à une incise ou une phrase entière, dont l'équilibre relève toujours d'une logique verbale, mais dont le texte est comme suspendu, figé dans le temps sur une syllabe unique.

### Accentuation modale
Plus le style s'éloigne de la psalmodie, et moins le repère de la corde modale devient naturellement présent. L'interprétation des passages ornés risque d'occulter la logique modale par une mise en avant trop importante du rythme.
Pour une interprétation équilibrée du plain chant, il faut restituer à la fois son rythme verbal et sa logique modale.
- En logique modale, une note prend son sens non seulement par sa place dans la mélodie, mais également par sa place par rapport à la teneur.
- La teneur est l'élément principal, et reçoit à ce titre une accentuation modale. Dans les interprétations ornées, neumatiques ou mélismatiques, le passage sur la note de teneur doit recevoir un accent de durée ou d'intensité, toutes choses égales par ailleurs, afin de fournir l'impulsion juste nécessaire pour réactiver l'évocation permanente de la teneur.
- Quand la mélodie forme une broderie autour de la teneur, les notes de broderie tendent à être « légères », toute chose égale par ailleurs, c’est-à-dire moins fortes.
- Les notes qui marquent un changement dans la logique modale (début d'une envolée vers une corde d'appui ou d'un changement de corde modale) peuvent être préparées par un léger ralentissement, elles-mêmes étant traitées comme une attaque musicale pour donner l'impulsion dynamique nécessaire à ce changement.
- Inversement, les notes qui précèdent un retour à la corde modale sont préparées par un léger ralentissement (marquant l'attente modale), le retour lui-même étant souligné par un accent d'intensité et si possible de durée (qui traduit la résolution de la tension modale précédente).

### Tensions et relaxations
Cette logique d'accentuation modale est normalement cohérente avec l'accentuation verbale du texte que la mélodie commente. Les changements modaux coïncident généralement avec l'accentuation du texte. En revanche, les attentes et retours modaux ne sont que rarement visibles dans la mélodie et le texte; c'est l'analyse modale qui permet de bien les identifier.
L'élévation de la voix au-dessus de la teneur traduit généralement un élan particulier, une tension, alors qu'une note inférieure traduit au contraire un relâchement. D'un autre côté, une variation d'un demi-ton demande plus d'attention qu'une variation d'un ton. Une montée d'un demi-ton est donc doublement source de tension, alors qu'une baisse d'un demi-ton n'est qu'un relâchement très relatif; elle peut même, dans certains modes, être interprétée comme une autre sorte de tension.
Les variations syllabiques correspondent aux accents et aux flexions du discours. En général, l'accent du mot correspond à une mise en tension, et est marqué par la montée d'un ton ou d'un demi-ton par rapport à la teneur. Les cadences intermédiaires correspondent à une relaxation, et sont marquées par la descente d'un ton ou d'un demi-ton par rapport à cette même teneur.

### Synthèse rythmique: le grand rythme
Cette précision dans l’analyse rythmique au niveau élémentaire ne doit pas nous arrêter là : de même qu’il est fondamental de poser soigneusement les pierres les unes sur les autres pour construire une cathédrale, il faut savoir distinguer avec précision le rythme élémentaire des mélodies grégoriennes ; mais le but, c’est bien d’admirer l’admirable élan de pierre que sont les cathédrales, sans plus regarder le détail de l’ouvrage, donc de chanter les mélodies grégoriennes avec un phrasé qui traverse toute la pièce et qu’on appelle « grand rythme », sans que le rythme élémentaire y soit formellement perceptible.
Ne pourrait-on pas se contenter de bien marquer les accents des mots, et faire "d'un seul saut" les grands mélismes ? Pourquoi tant de précision ? Parce qu'un mouvement (corporel, verbal, etc.) dont le rythme est précis, quoique presque imperceptible pour un regard non averti, atteint les sommets de l'art et de la beauté. Prenez l'exemple de la danseuse qui doit traverser la scène sur les pointes : si elle pose les pieds sur le sol à contretemps, quoique son geste soit extrêmement léger, on ne pourra s'empêcher de ressentir la disharmonie. Au contraire, si elle est bien en rythme, elle n'a pas besoin de poser lourdement ses pointes pour nous le faire sentir : l'harmonie et la beauté sont là. En chant grégorien, soigner le rythme est indispensable pour conduire à la paix du cœur et à la prière. Il n'est pas besoin pour cela, au contraire, de marquer chaque ictus. La plupart s'effacent totalement dans le grand rythme, laissant juste s'écouler la mélodie, calme et légère.